# .jo
.jo — национальный домен верхнего уровня для Иордании. По состоянию на 20 ноября 2021 года поисковая система Google по запросу site:.jo выдаёт 5 280 000 результатов.
У Иордании также есть домен الاردن.

## Регистрация
За регистрацию сайтов в домене .jo ответственен Национальный центр информационных технологий.
Регистрация доменов третьего уровня происходит в соответствии со следующими категориями:
- .com.jo: компании
- .net.jo: Интернет-провайдеры
- .org.jo: некоммерческие организации
- .edu.jo: учебные заведения
- .gov.jo: государственные организации
- .mil.jo: вооружённые силы
- name.jo: частные лица

Кроме этого, желающие могут зарегистрировать домен непосредственно под доменом .jo.